# Alosa alabamae
Az Alosa alabamae a sugarasúszójú halak (Actinopterygii) osztályának heringalakúak (Clupeiformes) rendjébe, ezen belül a heringfélék (Clupeidae) családjába tartozó faj.

## Előfordulása
Az Alosa alabamae elterjedési területe az Atlanti-óceán közép-nyugati része. A Mexikói-öböltől és a Mississippi folyó deltájától keletre Floridáig, északra pedig Iowáig és Arkansasig, valamint Nyugat-Virginia egész területén megtalálható.

## Megjelenése
Ez a halfaj általában 42,5 centiméter hosszú, de akár 51 centiméteresre is megnőhet. Igen hasonlít rokonaira, az Alosa aestivalisra és az Alosa pseudoharengusra.

## Életmódja
Az Alosa alabamae egyaránt megél a sós-, édes- és brakkvízben is. Rajokban úszik.
Legfeljebb 4 évig él.

## Szaporodása
Az Alosa alabamae anadrom vándorhal (a tengerből az édesvízbe vonul ívni). Tavasszal és/vagy kora nyáron ívik. Az ivadék körülbelül ősszel úszik be a tengerbe.

## Felhasználása
Ezt a halfajt, csak kismértékben halásszák. Az ember általában frissen fogyassza.